# Clinopodium suaveolens
Clinopodium suaveolens — вид квіткових рослин з родини глухокропивових (Lamiaceae).

## Біоморфологічна характеристика
Висхідний багаторічник, стебла 8–30 см, гостро запушені. Листки 8–19 × 3–8 см, від яйцеподібних до еліптично-ланцетних, цілокраї чи злегка зазубрені, із залозистими крапками, запушені чи волосисті. Чашечка 6–8 мм, залозиста і жорстко запушена-волосиста, нижні зубці 2.5–3 мм, верхні 1–1.5 мм, всі загнуті догори. Віночок фіолетовий, 9–14 мм. Квітує у червні й липні.

## Поширення
Росте на півдні Європи й у Туреччині.
Росте на вапнякових схилах до 2000 метрів.

## Синоніми
- Acinos heterophyllus G.Don
- Acinos suaveolens (Sm.) G.Don
- Calamintha acinoides (Ten.) Nyman
- Calamintha acuminata Friv.
- Calamintha langei Nyman
- Calamintha patavina Heldr. ex Nyman
- Calamintha suaveolens (Sm.) Boiss.
- Melissa acinoides (Ten.) Nyman
- Melissa suaveolens (Sm.) Nyman
- Satureja suaveolens (Sm.) Watzl
- Thymus acinoides Ten.
- Thymus melissoides Bernh. ex Rchb.
- Thymus melissoides Schweigg.
- Thymus suaveolens Sm.